# Stora Getsjön
Stora Getsjön är en sjö i Älvdalens kommun i Dalarna och ingår i Dalälvens huvudavrinningsområde. Sjön har en area på 0,64 kvadratkilometer och ligger 890,1 meter över havet. Sjön avvattnas av vattendraget Getsjöbrunnen. Vid provfiske har lake och öring fångats i sjön.

## Delavrinningsområde
Stora Getsjön ingår i det delavrinningsområde (684066-133209) som SMHI kallar för Utloppet av Stora Getsjön. Medelhöjden är 905 meter över havet och ytan är 4,01 kvadratkilometer. Det finns inga avrinningsområden uppströms utan avrinningsområdet är högsta punkten. Getsjöbrunnen som avvattnar avrinningsområdet har biflödesordning 5, vilket innebär att vattnet flödar genom totalt 5 vattendrag innan det når havet efter 548 kilometer. Avrinningsområdet består mestadels av skog (42 procent) och kalfjäll (42 procent). Avrinningsområdet har 0,64 kvadratkilometer vattenytor vilket ger det en sjöprocent på 16 procent.